# Mongolski rap
Mongolski rap (ang. Mongolian Bling) – film dokumentalny produkcji mongolsko-australijskiej z 2012 roku w reżyserii Benj Binks. Jest on także autorem scenariusza. Zdjęcia kręcono w Ułan Bator.
Premiera w Polsce odbyła się 12 października 2012 na Warszawskim Międzynarodowym Festiwalu Filmowym, a 13 lipca 2012 r. w Australii na Revelation Perth International Film Festival.
Benj Binks nad filmem pracował od 2007 roku.

## Fabuła
Film przedstawia historię ludzi, którzy postanowili stworzyć nową historię pop kultury w Mongolii. Wykorzystując hip-hop będą chcieli przedstawić muzyczną historię Mongolii w nowoczesnych rytmach i rymach. Obraz porusza także współczesną kulturę, pasję młodych osób. Jest to podróż od slumsów po drogie apartamenty w centrum miasta.

## Obsada
- Gennie jako ona sama
- Gee jako on sam
- Quiza jako on sam
- Enkhtaivan jako on sam
- Bayarmagnai jako on sam
- Zorigtbaatar jako on sam
- Nasanbat jako ona sama
- Badrakh jako on sam
- Luvsansharav jako on sam